# Shadrack Hoff
Shadrack Hoff (* 19. Mai 1973 in Vryburg) ist ein südafrikanischer Langstreckenläufer.
Hoff wurde fünfmal südafrikanischer Meister, jeweils zweimal im 5000-Meter-Lauf (1993, 2001) und im Halbmarathon (1999, 2000) sowie einmal im 1500-Meter-Lauf (1996). Über 5000 m nahm er an den Olympischen Spielen 1996 in Atlanta teil, schied jedoch in der Halbfinalrunde aus.
1999 kam er bei den Crosslauf-Weltmeisterschaften in Belfast auf Rang 27 und bei den Halbmarathon-Weltmeisterschaften in Palermo auf Rang 94. Beim Zevenheuvelenloop wurde er Vierter.
2000 kam er beim Rotterdam-Marathon auf den 23. Platz, und 2001 wurde er Zweiter beim Boilermaker Road Race und gewann den Virginia-Beach-Halbmarathon. Im Jahr darauf wurde er hinter seinem Landsmann Hendrick Ramaala Zweiter beim World’s Best 10K und belegte bei den Halbmarathon-Weltmeisterschaften in Brüssel den sechsten Platz. 2003 gewann Hoff die 20 van Alphen und wurde Dritter beim Boilermaker Road Race, 2005 wurde er Zweiter beim Enschede-Marathon.
Shadrack Hoff ist 1,69 m groß und wiegt 51 kg.

## Persönliche Bestzeiten
- 5000 m: 13:14,16 min, 2. Juli 1995, Gateshead
- 10.000 m: 27:43,89 min, 8. März 1996, Port Elizabeth
- 10-km-Straßenlauf: 27:50 min, 11. Dezember 2002, Doha
- Halbmarathon: 1:01:11 h, 6. August 2000, Durban
- Marathon: 2:11:51 h, 8. Mai 2005, Enschede